# Hypechiniscus fengi
Espèce
Hypechiniscus fengi est une espèce de tardigrades de la famille des Echiniscidae. 

## Distribution
Cette espèce est endémique du Jiangxi en Chine. Elle se rencontre dans les monts Jinggang.

## Publication originale
- Sun & Li, 2013 : A new species of genus Hypechiniscus (Heterotardigrada: Echiniscidae) from China. Proceedings of the Biological Society of Washington, vol. 126, no 3, p. 240-244.